# Paulo Alves
Pour les articles homonymes, voir Alves (homonymie).
Paulo Lourenço Martins Alves, né le 10 décembre 1969 à Vila Real (Portugal), est un footballeur portugais, reconverti entraîneur.

## Biographie
Son seul titre au palmarès est une Coupe du monde des moins de 20 ans, remportée avec l'équipe du Portugal en 1989. À cette occasion, Alves marque le seul but du match face à la Tchécoslovaquie, en matchs de poule, permettant la victoire (1-0) et la qualification en quarts de finale de la sélection lusitanienne.
Paulo Alves est sélectionné à 13 reprises en équipe du Portugal entre 1994 et 1996.

## Palmarès
- Coupe du monde des moins de 20 ans : Vainqueur en 1989

## Statistiques
- 6 matchs et 2 buts en Coupe de l'UEFA
- 4 matchs et 1 but en Coupe des Vainqueurs de Coupes
- 301 matchs et 79 buts en 1re division portugaise
- 77 matchs et 22 buts en 2e division portugaise
- 19 matchs et 3 buts en Division 1
- 4 matchs et 0 but en Premier League